# Vaulx (Alta Savoia)
Vaulx és un municipi francès situat al departament de l'Alta Savoia i a la regió d'Alvèrnia-Roine-Alps. L'any 2007 tenia 819 habitants.

## Demografia

### Població
El 2007 la població de fet de Vaulx era de 819 persones. Hi havia 283 famílies de les quals 37 eren unipersonals (16 homes vivint sols i 21 dones vivint soles), 86 parelles sense fills, 148 parelles amb fills i 12 famílies monoparentals amb fills.
La població ha evolucionat segons el següent gràfic:
Habitants censats

### Habitatges
El 2007 hi havia 318 habitatges, 290 eren l'habitatge principal de la família, 13 eren segones residències i 15 estaven desocupats. 290 eren cases i 26 eren apartaments. Dels 290 habitatges principals, 253 estaven ocupats pels seus propietaris, 26 estaven llogats i ocupats pels llogaters i 11 estaven cedits a títol gratuït; 2 tenien una cambra, 11 en tenien dues, 21 en tenien tres, 71 en tenien quatre i 185 en tenien cinc o més. 262 habitatges disposaven pel capbaix d'una plaça de pàrquing. A 99 habitatges hi havia un automòbil i a 179 n'hi havia dos o més.

### Piràmide de població
La piràmide de població per edats i sexe el 2009 era:
| Homes | Edats   | Dones |
| ----- | ------- | ----- |
| 0     | 95 o +  | 0     |
| 0     | 90 a 94 | 4     |
| 4     | 85 a 89 | 12    |
| 8     | 80 a 84 | 8     |
| 12    | 75 a 79 | 8     |
| 12    | 70 a 74 | 8     |
| 0     | 65 a 69 | 16    |
| 8     | 60 a 64 | 4     |
| 16    | 55 a 59 | 16    |
| 52    | 50 a 54 | 32    |
| 8     | 45 a 49 | 24    |
| 40    | 40 a 44 | 28    |
| 36    | 35 a 39 | 28    |
| 40    | 30 a 34 | 24    |
| 16    | 25 a 29 | 16    |
| 8     | 20 a 24 | 16    |
| 36    | 15 a 19 | 28    |
| 24    | 10 a 14 | 12    |
| 36    | 5 a 9   | 28    |
| 24    | 0 a 4   | 24    |

## Economia
El 2007 la població en edat de treballar era de 552 persones, 427 eren actives i 125 eren inactives. De les 427 persones actives 403 estaven ocupades (229 homes i 174 dones) i 24 estaven aturades (7 homes i 17 dones). De les 125 persones inactives 44 estaven jubilades, 47 estaven estudiant i 34 estaven classificades com a «altres inactius».

### Ingressos
El 2009 a Vaulx hi havia 309 unitats fiscals que integraven 839 persones, la mediana anual d'ingressos fiscals per persona era de 20.753 €.

### Activitats econòmiques
Dels 30 establiments que hi havia el 2007, 1 era d'una empresa alimentària, 11 d'empreses de construcció, 5 d'empreses de comerç i reparació d'automòbils, 1 d'una empresa de transport, 3 d'empreses d'hostatgeria i restauració, 1 d'una empresa d'informació i comunicació, 1 d'una empresa financera, 1 d'una empresa immobiliària, 3 d'empreses de serveis i 3 d'empreses classificades com a «altres activitats de serveis».
Dels 12 establiments de servei als particulars que hi havia el 2009, 1 era un taller de reparació d'automòbils i de material agrícola, 3 fusteries, 2 lampisteries, 2 electricistes, 1 empresa de construcció, 1 perruqueria i 2 restaurants.
Dels 2 establiments comercials que hi havia el 2009, 1 era una botiga de menys de 120 m² i 1 una joieria.
L'any 2000 a Vaulx hi havia 23 explotacions agrícoles que ocupaven un total de 850 hectàrees.

## Equipaments sanitaris i escolars
El 2009 hi havia una escola elemental.

## Poblacions més properes
El següent diagrama mostra les poblacions més properes.